# Panula narrans
Panula narrans là một loài bướm đêm trong họ Erebidae.